# Black Water (Tinashe)
Black Water è il mixtape della cantante statunitense Tinashe, pubblicato il 26 novembre 2013 dalla RCA Records tramite il suo sito ufficiale. 
Il mixtape è stato pubblicato dopo l'uscita del secondo, Reverie e dopo aver firmato un contratto con la RCA Records.

## Tracce
1. Black Water – 2:56
2. Before the Storm – 0:23
3. Vulnerable (feat. Travis Scott) – 3:26
4. Secret Weapon – 3:10
5. Video Tapes – 0:39
6. Midnight Sun – 4:32
7. 1 For Me – 3:28
8. Daybreak – 0:34
9. Fugitive – 2:14
10. Stunt – 3:35
11. Just A Taste – 3:17
12. Middle Of Nowhere – 3:12
13. Ain't Ready... – 1:32